# Константин Јарославски
Константин Всеволодович Јарославски је најмлађи од два сина првог јарославског кнеза Всеволода Константиновича, трећег јарославског кнеза.

## Биографија
О његовом животу се зна само из локалног предања и из његовог живота и предања о проналаску моштију. По њима, погинуо је у бици са Татарима на Туговој планини 1255. или 1257. године.
Канонизован је, као и његов брат Василије, након проналаска њихових моштију 1501. године после пожара у Успенском сабору у Јарослављу, где су и сахрањене. Мошти су постале главна реликвија саборног храма, заједно са Јарославском иконом Богородице, коју су браћа, према предању, донела у град. Године 1744., због немара оних који су угасили свеће, које су биле смештене у сандуку који је стајао поред гроба са моштима, изгореле су заједно са светињом и дрвеним надстрешницом. Делови који су преживели од моштију сакупљени су и похрањени у новој сребрној светињи на истом месту.
Василија и Константина помиње Руска црква као свете племените кнезове 3. јула, на дан смрти Константина, и 23. маја, заједно са Сабором Ростовско-Јарославских светих.